# Софийский троллейбус
Софийский троллейбус (болг. Тролейбусен транспорт София) — система троллейбуса в столице Болгарии Софии. Движение было открыто в 1941 году. По состоянию на 2020 год действует 10 троллейбусных маршрутов, которые обслуживаются двумя троллейбусными парками (Надежда и Искър). Третий троллейбусный парк Левски служит только для капитального ремонта и длительного хранения троллейбусов.

## Маршруты
| № маршрута | Трасса следования                                                                 | Обслуживающий парк |
| ---------- | --------------------------------------------------------------------------------- | ------------------ |
| 1          | ЖК «Левски Г» — Софийский университет — Русский памятник — 5-я городская больница | Надежда            |
| 2          | ЖК «Хаджи Димитър» — Софийский университет — ЖК «Бъкстон»                         | Искър              |
| 3          | Больница Св. Анны — Русский памятник — Путепровод Надежда                         | Надежда            |
| 4          | ЖК «Хаджи Димитър» — Софийский университет — ЖК «Дружба 2»                        | Искър              |
| 5          | ЖК «Младост 2» — Русский памятник — Путепровод Надежда                            | Искър              |
| 6          | ЖК «Люлин 3» — пл. Сточна гара                                                    | Надежда            |
| 7          | ЖК «Люлин 3» — Русский памятник — ЖК «Гоце Делчев»                                | Надежда            |
| 8          | ЖК «Гоце Делчев» — Софийский университет — пл. Сточна гара                        | Искър              |
| 9          | ЖК «Борово» — пл. Сточна гара                                                     | Надежда            |
| 11         | ЖК «Дружба 1» — Софийский университет — пл. Сточна гара                           | Искър              |

## Подвижной состав
По данным СТТС, на 2020 год в наличии имеется 129 троллейбусов.
Парк составляют следующие модели:
- Gräf & Stift NGE152 компании Gräf & Stift — 8 машин (законсервированы)
- Cobra GD 272 (кузов турецкой компании Güleryüz, электрооборудование софийской компании Трамкар) — 3 машины (законсервированы)[1]
- Škoda 26Tr — 30 машин
- Škoda 27Tr — 50 машин
- Ikarus 280.92 (унифицированные по кузову с автобусом Ikarus-280 с электрооборудование фирмы «Ganz») — 22 машин (21 в эксплуатации, 1 законсервировани в депо «Левски», всего 151 машина доставлена в 1985—1988 годах)
- Ikarus 280.92F (модернизированая версия) — 16 машин

С 1975 года София стала единственным городом вне СССР, где был внедрен передовой опыт киевлян — троллейбусные поезда Владимира Веклича. Они состояли из двух единиц троллейбусов Škoda 9Tr, соединенных между собой по системе Владимира Веклича. Всего эксплуатировалось 10 таких поездов.
- Троллейбус Шкода 26Тр
- Троллейбус Шкода 27Тр
- Троллейбус Икарус 280Т